# Debora e Jaele
Debora e Jaele è un'opera di Ildebrando Pizzetti su libretto proprio, di soggetto biblico. Fu rappresentata per la prima volta al Teatro alla Scala di Milano il 16 dicembre 1922.. La prima rappresentazione ottenne un buon successo ottenendo quindici chiamate complessive per gli artisti.
Andrea Della Corte definì questo lavoro «un'opera che sconvolge i piani teatrali finora noti», segnando un'evoluzione sia rispetto all'uso degli elementi tematici wagneriani sia rispetto alla declamazione debussyana. Di particolare bellezza i cori, «come quelli di Fedra, la più bella polifonia vocale italiana fiorita dopo il secolo della nostra grande polifonia». Per molti anni Debora e Jaele fu considerata tra i massimi capolavori non solo di Pizzetti ma di tutta l'opera italiana del Novecento, tuttavia in seguitò uscì dal repertorio.
L'opera è tratta dal biblico Libro dei Giudici, con alcune libertà.

## Interpreti della prima rappresentazione
| Personaggio           | Interprete          |
| --------------------- | ------------------- |
| Debora                | Elvira Mari-Casazza |
| Jaele                 | Giulia Tess         |
| Mara                  | Anna Gramegna       |
| Nabì                  | Giovanni Azzimonti  |
| Baràk                 | Vincenzo Cassia     |
| Azriél                | Alfredo Tedeschi    |
| Il cieco di Kinnèreth | Ezio Pinza          |
| Scillèm               | Luigi Cilla         |
| Jèsser                | Osvaldo Pellegrini  |
| Il re Sisera          | John Sample         |
| Talmài                | Amleto Galli        |
| Adonisèdek            | Giovanni Azzimonti  |
| Piràm                 | Aristide Baracchi   |
| Jafìa                 | Giuseppe Nessi      |
| Uno schiavo           | Guido Uxa           |

Direttore: Arturo Toscanini.

## Trama
Sisera, re dei Cananei, è sul punto di sconfiggere gli Israeliti. La profetessa Debora stabilisce che Jaele, di cui Sisera è perdutamente innamorato, si rechi presso il re nemico con lo scopo di tendergli un tranello, convincendolo a muoversi con le sue  truppe verso il monte Tabor, dove gli Israeliti potranno facilmente sconfiggerlo.
Jaele, desiderosa di fugare i sospetti di complicità col nemico che gli Israeliti nutrono nei suoi confronti, accetta e riesce ad introdursi presso Sisera, ma il piano viene scoperto da Talmài, un funzionario di Sisera. Il re perdona Jaele, che comincia a sentirsi attratta dal carattere generoso dell'uomo, e torna in sé solo quando ode il canto disperato di Mara, un'Israelita la cui famiglia è stata sterminata dai soldati di Sisera.
Inaspettatamente la battaglia finale viene vinta dagli Israeliti. Sisera cerca riparo nella tenda di Jaele, che cede all'amore e tenta di proteggerlo. Ma giunge Debora, che scopre Sisera e ordina a Jaele di consegnarlo affinché venga giustiziato: Jaele preferisce ucciderlo nel sonno piuttosto che darlo in mano al suo popolo, che ne farebbe scempio.

## Discografia
- 1952 - Cloe Elmo (Debora), Clara Petrella (Jaele), Maria Amadini (Mara), Gino Penno (Sisera), Saturno Meletti (Jesser), Antonio Cassinelli (Hever), Silvio Majonica (Il Cieco), Franco Calabrese (Talmai) - Direttore: Gianandrea Gavazzeni - Orchestra e Coro di Milano della RAI - Registrazione dal vivo - Great Opera Performance[4]
- 1963 - Fedora Barbieri (Debora), Clara Petrella (Jaele), Adriana Lazzarini (Mara), Bruno Prevedi (Sisera), Lino Puglisi (Jesser), Wladimiro Ganzarolli (Hever), Nicola Zaccaria (Il Cieco), Leonardo Monreale (Talmai) - Direttore: Antonino Votto - Orchestra e Coro della Scala di Milano - Registrazione dal vivo - La Maison de la Lirique; House of Opera CD8392[5][6]
- 1997 - Carol Sparrow (Debora), Izabela_Kłosińska (Jaele), Marion van den Akker (Mara), Daniel Galvez-Vallejo (Sisera), Julian Hartmann (Jesser), Romain Bischoff (Hever), Nanco De Vries (Il Cieco), Leonardo Monreale (Talmai) - Direttore: Gabriel Chmura - Orchestra Radio Olandese. Coro Groot Omroepkoor e Opera di Lipsia - Registrazione dal vivo - House of Opera CD8393[7]